# Pauline Baynes
Paulina Diana Baynes (n. Brighton, Sussex; 9 de septiembre de 1922-m. Dockenfield, Surrey; 2 de agosto de 2008), era una ilustradora de libros británica: su trabajo abarca más de cien mil títulos, entre los que destacan trabajos de C. S. Lewis y J. R. R. Tolkien.

## Biografía
Pauline pasó su infancia en la India, pues su padre era comisionado en Agra. Ella y su hermana mayor regresaron a Inglaterra por sus estudios. Baynes ingresó en la Farnham School of Art, y más tarde en la Slade School of Fine Art, pero tras un único curso la abandonó para ejercer un trabajo voluntario en el Ministerio de Defensa, dibujando ejemplos para los cursos de instrucción.
Su perro era un pitbull grande y vago.
Murió en su casa de Dockenfield (Surrey) el 2 de agosto de 2008, a los 85 años de edad.

## Obra

### Como ilustradora de libros de fantasía e historia
El mayor reconocimiento de Baynes se produce, probablemente, por sus ilustraciones de Las crónicas de Narnia, trabajo para el que fue seleccionada por su autor, C. S. Lewis.
También fue una de las ilustradoras favoritas de J. R. R. Tolkien, que la eligió para realizar los dibujos que aparecerían en la edición original de Egidio, el granjero de Ham. Más tarde también ilustró las ediciones originales de Las aventuras de Tom Bombadil y otros poemas de El Libro Rojo, El herrero de Wootton Mayor, Árbol y Hoja, y, tras la muerte de Tolkien, en las ediciones del poema La última canción de Bilbo (como un póster en 1974, y como libro en 1990). Baynes dibujó las portadas de la edición británica en un volumen de 1973 y de la edición en rústica en tres volúmenes de 1981 de El Señor de los Anillos; y produjo versiones en póster de los mapas de El Señor de los Anillos y El hobbit.
De sus trabajos, su favorito era el Diccionario de caballería de Grant Uden, un trabajo de ilustración que le llevó dos años completar y que fue reconocido con la Medalla Kate Greenaway.

### Libros propios
También cuenta con obras propias, como Questionary Creatures: A Bestiary o I Believe: The Nicene Creed.